# لعیا محمدی
لعیا محمدی (laya mohammadi) (زاده ۲۳ اردیبهشت ۱۳۷۹ کرمانشاه ) ورزشکار و تیرانداز ساکن کرج در ایران است . محمدی از ۱۴ سالی عضو تیم ملی ایران شد و پیراهن تیم ملی را در تمامی رده های سنی به تن کرده است . وی موفق به کسب عناوین مختلف از جمله مدال نقره انفرادی مسابقات آسیایی هند ۲۰۱۵ و مدال برنز تیمی المپیک دانشجویان جهان چین ۲۰۲۳ شده است .

## زندگی نامه
لعیا محمدی تیراندازی را از 14 سالگی نزد پدر خود جمشید محمدی آغاز کرد و با استعدادی که داشت توانست در 15 سالگی عضو تیم ملی نوجوانان ایران شود و زیر نظر مربیانی همچون امیرحسین صولت ، سکینه خدابنده لو فعالیت نموده و موفق به کسب عناوین مختلف مسابقات آسیایی و جهانی شده است . دو نقره مسابقات آسیایی هند 2015 ، برنز مسابقات آسایی کویت 2015 ، برنز مسابقات آسیایی ایران 2016 و دو برنز مسابقات دانشجویان جهان چین 2023 ازجمله این عناوین است . وی هم اکنون عضو تیم حفاری در لیگ برتر است و در اردو های تیم ملی زیر نظر محسن نصر اصفهانی به فعالیت خود ادامه می دهد .

## تحصیلات
لعیا محمدی فارغ التحصیل کارشناسی رشته تربیت بدنی از دانشگاه شریعتی تهران است . وی هم اکنون دانشجوی کارشناسی ارشد رشته تربیت بدنی (تمرینات اصلاحی) در دانشگاه تهران است .